# M4トラクター
M4トラクター（M4 High-Speed Tractor：M4 高速牽引車）は、アメリカ合衆国で開発された砲兵トラクターである。陸上自衛隊では18tけん引車 M4の制式名称で運用した。

## 概要
第1次世界大戦の戦訓から、アメリカ軍は陸上戦力の機動力向上の一環として砲兵の機動力を向上させる事が重要であると結論した。そのために必要な装備の開発と配備は戦間期の軍縮による予算の抑制から停滞していたが、第二次世界大戦の勃発により軍備の拡大が急務となり、野戦砲の大口径化（必然的に大重量化する）が進んだこともあり、砲の自走化（自走砲化）に加えて牽引砲であってもその移動手段は馬による牽引から砲牽引車によるものへと移行することが必要とされ、砲兵用高速牽引車の開発が求められた。
それら高速牽引車はその目的により7 / 13 / 18 / 38 トンの車重が必要であると結論づけられ、これらのうち最低 18,000 ポンド（約8,150kg）/ 最大 30,000 ポンド（約 13,600 kg）の牽引能力を有し口径6インチ（152.4mm）以上の重砲を牽引して機甲部隊に追随することが可能な高速牽引車として開発が進められたのが本車である。
当初はT9の名称でM2軽戦車の車台とサスペンションを元に開発されたが、後にM3軽戦車のものに準じた形式に変更され、T9E1に改称されている。T9E1は1942年に「18t HSP M4」の名称で制式化され、G150の供給カタログ指定番号が与えられた。製造は農業用トラクターの製造元として有名なアリス・チャーマーズ社が担当し、1943年-1945年にかけて生産された。
1943年より部隊配備され、第二次世界大戦の後には朝鮮戦争でも用いられたが、アメリカ軍においては第二次大戦後に重砲の自走化を進めており、砲牽引車としては戦後は早期に前線部隊から引き揚げられている。大戦後は重砲牽引車の他にM40/M43自走砲の随伴車両として用いられた他、ホーク地対空ミサイルの開発に際して支援車両として用いられている。
1960年にはアメリカ軍での運用が終了したが、日本やオーストラリア、パキスタンなど、アメリカの同盟国を始めとした諸国に供与・売却され、これらの国では長らく運用された。
多数の車両が民間に払い下げられて重量物牽引用のトラクターとして使用されており、それらの中には1980年代を過ぎても使われていたものもある。珍しいものとしては、オランダの空港においてタンク車を牽引する方式の消防車に改造されたという例があった。

## 特徴
M4トラクターは主にM1/M2（M115）203mm榴弾砲、M1/M2（M59）155mmカノン砲及びM1/M1A1/M2 90mm高射砲を牽引するために用いられ、砲を牽引すると同時に操作人員、弾薬も運搬する。火砲の牽引用に牽引具を装備し、牽引力は最大 17.4 トンであった。この他、車体後面にはウィンチ（最大牽引力 13.5 トン）を装備している。
装甲鋼板ではないものの鋼鈑製の屋根を持つ半密閉式キャビン方式の車両で、キャビン最前部は操縦席と2人掛けの座席があり、中央部には4人掛けの座席が前後対向式に2列備えられていた。キャビンの上部にはM49Cリングマウント式機銃架にM2 12.7mm重機関銃を装備しているが、基本的には非戦闘車両であり、火器は自衛のための装備である。
なお、M4の車体後部の弾薬搭載部は155mm/203mm野砲用と90mm高射砲用にそれぞれ異なるものが用意されており、任務に応じて交換することが可能となっていた。野砲用の弾薬コンパートメントには取り外し式の片持ち式ホイストクレーンが備えられている。高射砲用の"classA"には最大54発、野砲用の"classB"ではそれぞれ155mm及び8インチ（203mm）で30発の弾頭と装薬を搭載可能であった。この他、12.7mm重機関銃の弾薬500発を搭載した。

## 陸上自衛隊における運用
日本の陸上自衛隊では155mm加農砲M2、203mmりゅう弾砲M2及び90mm高射砲M1の牽引用として、それらの砲を装備する特科及び高射特科部隊に18tけん引車 M4として配備された。
1953年に13tけん引車 M5と合わせて17両が供与され、以後順次供与・配備が進められている。1960年代後半には老朽化が進み、予備部品が不足したために順次25tけん引車M8に置き換えられ、1970年代に入ると後継の73式けん引車の配備に伴い全車が退役した。

## 各型
T9/T9E1
試作型。
M4
基本型。最初の量産型。1943年3月-1945年6月にかけ総数5,552両生産。なお、生産車のうち初期の300両は車体前面に牽引具を装備していない。
M4A1
改良型。履帯が拡幅アダプター付きのものに統一され、それに合わせてフェンダーが拡幅されている。1945年6月-1945年8月にかけ259両生産。
M4A2
M4をA1仕様に改修したもの。1954年にM8高速牽引車の不足分を補うために生産された。
M4C/M4A1C
M40/M43自走砲に随伴する砲側弾薬車として、乗員室を縮小し弾薬搭載量を増加させた改装車両。これにより搭載弾薬数は155mm/203mm弾薬が最大48発となり、搭乗人数は11名より8名となった。
※陸上自衛隊において「18tけん引車 M4」として使用されたのはM4のみ

## 登場作品
『地球防衛軍』
陸上防衛隊のけん引車として登場。ミステリアンドームへの攻撃準備のため、203mmりゅう弾砲M2を富士山麓まで輸送する。
撮影には、陸上自衛隊の協力で実物が使用されている。